# Maurice Kyle
Maurice Kyle (8 tháng 11 năm 1937 - 1981) là một cầu thủ bóng đá người Anh từng thi đấu cho Oxford United, Southend United, Worcester City và Bath City. Trong thời gian tại Oxford, ông thi đấu 275 trận quốc nội, và ông có số lần ra sân cao thứ 7 của câu lạc bộ. Mặc dù gia nhập Oxford United năm 1959, vụ chuyển nhượng không được hoàn thành cho đến năm 1962 khi đội bóng tham gia The Football League.